# Maso Finiguerra
Maso Finiguerra, né en 1426 à Florence où il est mort en 1464, est un orfèvre et un graveur italien qui s'est distingué par son usage du niellage sur des calices, patènes, reliquaires, poignées d'épées, bijoux en argent.
Il travailla avec son maître Lorenzo Ghiberti aux portes du baptistère de Florence. 
En voulant contrôler son Triomphe et le Couronnement de la Vierge, enlevée au ciel et entourée d'anges, avant de recouvrir les traits de nielle, il voulut essayer ce que produiraient sur une feuille de papier humide les figures gravées couvertes de la fumée grasse d'une chandelle. Le papier ayant rendu fidèlement le sujet tracé sur le métal, cette technique (creux destiné à être rempli) donna naissance à la taille-douce (en remplaçant le niello par de l'encre).

## Œuvres
- Triomphe et le Couronnement de la Vierge, enlevée au ciel et entourée d'anges
- Paix, plaque destinée au baiser des officiants des  messes solennelles
- Chronique universelle illustrée, album de dessins à la plume et au lavis qui représentent les « héros » de l’humanité (1460), British Museum, Londres.

Par ailleurs, il a été considéré comme l'un des auteurs probables des gravures des Mantegna Tarocchi, un jeu de Tarot éducatif à portée philosophique.